# Obniżenie podlaskie
Obniżenie podlaskie – depresją powierzchni cokołu krystalicznego platformy wschodnioeuropejskiej.
Leży na południe od wyniesienia mazurskiego, prawie w całości na terenie Polski. Jest to depresja wydłużona w kierunku wschód–zachód, o osi nachylonej na zachód. Powierzchnia krystaliniku na wschodzie leży na głębokości ok. 500 m, na zachodzie – ok. 4000 m. Obniżenie podlaskie jest asymetryczne – jego oś leży bliżej południowego skrzydła. Północne skrzydło jest łagodne; na południowym występuje kilka dużych, równoleżnikowych uskoków oddzielających obniżenie od zrębu Łukowa. Granicami obniżenia podlaskiego są: na północy wychodnie spągu skał osadowych na powierzchni podpermskiej, na południu wymieniona już strefa dyslokacyjna. Pokrywę tworzą skały ediakaru, starszego paleozoiku, permu, jury, kredy, trzeciorzędu i czwartorzędu.